# Torrent de l'Aubagó
El Torrent de l'Aubagó és un afluent per l'esquerra de l'Aigua de Valls que transcorre íntegrament pel terme municipal de Gósol, al Berguedà.
Neix a la banda de ponent de l'enforcadura del Pedraforca i fins que travessa la carretera 
B-400 (de Gósol a Saldes), a la cota 1.418, el seu curs transcorre pel Parc Natural del Cadí-Moixeró. Per sota de l'esmentada carretera rep també el nom de Torrent de les Agolies

## Xarxa hidrogràfica
La xarxa hidrogràfica del Torrent de l'Aubagó, que també transcorre íntegrament pel terme municipal de Gósol, està constituïda per vuit cursos fluvials la longitud total dels quals suma 8.590 m.